# Griseargiolestes bucki
Griseargiolestes bucki – gatunek ważki z rodziny Argiolestidae.
Silnie omszone imagines mają jasną plamkę po każdej stronie środka przedplecza i ciemny przód metakatepisternum.
Ważka ta jest endemitem środkowo- i południowo-wschodniej Australii, gdzie rozmnaża się w bagnach i strumieniach na północ od Hunter River.